# Connétable de la tour de Londres

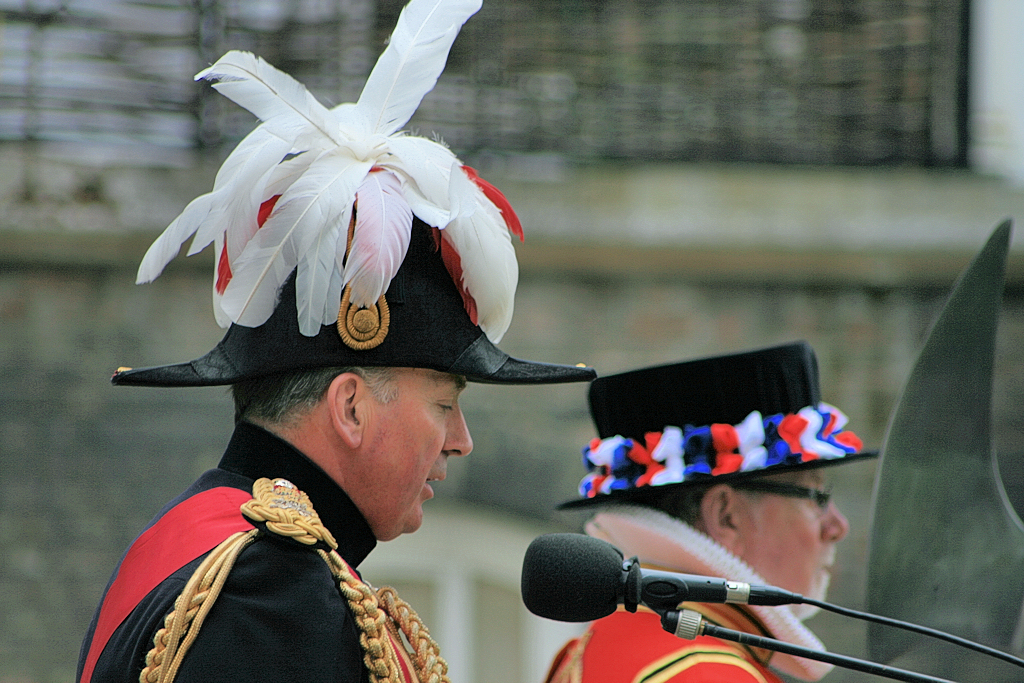
Le général Dannatt en habits de connétable de la tour de Londres.

Le titre de connétable de la tour de Londres est la plus haute charge disponible au sein de la tour de Londres.
Au Moyen Âge, le connétable est responsable du château lorsque le propriétaire, soit le roi, soit un noble, n'y réside pas. Le connétable de la tour de Londres est le responsable de la principale forteresse protégeant la capitale de l'Angleterre. Aujourd'hui, la fonction de connétable est purement liée aux cérémonies et se retrouve principalement lors de cérémonies qui concerne la Tour elle-même.
La charge est actuellement occupée par le général Nick Houghton depuis 2016. Le 20 juillet 2012, le connétable a accueilli la flamme olympique à Londres à la tour de Londres une semaine avant l'ouverture des Jeux olympiques d'été de 2012.
Il est considéré comme étant le 160e connétable même si le nombre précis de connétables n'est pas certain mais ce chiffre a été déterminé lors du siècle dernier.

## Histoire
La charge de connétable de la tour est une des plus anciennes d'Angleterre. Elle remonte à quelques années après la conquête de l'Angleterre par Guillaume le Conquérant. La revêtir a toujours été considéré comme un grand honneur. Dans le passé, cette charge a été occupée par d'éminents prélats, des politiciens de premier plan ou des soldats s'étant distingués sur les champs de bataille. Le premier connétable, Geoffrey de Mandeville a été nommé par Guillaume le Conquérant (1066-87) au XIe siècle. Lors de l'absence du souverain, le connétable aurait dû être l'homme le plus puissant à Londres. Aujourd'hui, le connétable garde un accès direct auprès du roi ou de la reine. Depuis 1784, le connétable a toujours été un officier supérieur.

## Liste des connétables
Ci-dessous la liste non exhaustive des personnes qui ont servi en tant que connétable de la tour de Londres, un poste traditionnellement associé à celui de lord-lieutenant de la Division de la Tour.
| Portrait | Nom                                                                               | De             | à                                  | Note |
| -------- | --------------------------------------------------------------------------------- | -------------- | ---------------------------------- | --- |
|          | Geoffroy de Mandeville                                                            | 1068 (?)       |                                    | Premier connétable, nommé par Guillaume le Conquérant,                                                                        |
|          | Guillaume de Mandeville                                                           | 1100           | 1116 (?)                           | Fils de Geoffrey de Mandeville, Rainulf Flambard fut emprisonné sous sa garde.                                                |
|          | Geoffrey de Mandeville (1er comte d'Essex)                                        | 1140           | 1144 (d.)                          | Fils de Guillaume de Mandeville                                                                                               |
|          | pas de connétable signalé lors du règne d'Étienne d'Angleterre, 1144-1153         |                |                                    | |
|          | Richard de Luci                                                                   | 1153           | 1179 (d.)                          | également Chef Justiciar |
|          | Garnier de Isenei                                                                 |                |                                    | |
|          | William Longchamp                                                                 | 1189           |                                    | Évêque d'Ely, lord chancelier et Chef Justiciar                                                                               |
|          | William Puintellus                                                                | 1189           |                                    | Sous-connétable |
|          | Gautier de Coutances                                                              | 1191           |                                    | Archevêque de Rouen |
|          | Roger fitzReinfrid                                                                | 1194           |                                    | frère de Gautier de Coutances                                                                                                 |
|          | Geoffrey Fitz Peter 1er comte d'Essex                                             | 1198           |                                    | Chief Justiciar; le titre de comte d'Essex fut recréé en 1199                                                                 |
|          | Roger de la Dune                                                                  | 1205           |                                    | |
|          | Geoffrey FitzGeoffrey de Mandeville, 2e comte d'Essex                             | octobre 1213   |                                    | 6e comte de Gloucester, fils de Geoffrey Fitz Peter                                                                           |
|          | William de Cornhill                                                               | novembre 1213  |                                    | Archidiacre de Huntingdon |
|          | Eustace de Greinville                                                             | 1214           |                                    | |
|          | Étienne Langton                                                                   | juin 1215      |                                    | Archevêque de Cantorbéry |
|          | La tour fut occupée par le Prince Louis de France                                 | juin 1216      |                                    | |
|          | Walter de Verdun                                                                  | 1217           |                                    | |
|          | Stephen Segrave                                                                   | 1220           |                                    | Chief Justiciar |
|          | Hugh de Wyndlesore                                                                | 1224           |                                    | |
|          | John de Boville et Thomas Blunville ou Blundeville (vraisemblablement ensemble)   | 1225           |                                    | Blundeville était évêque de Norwich en 1226.                                                                                  |
|          | Henry Fitz Aucher                                                                 | 1227           |                                    | |
|          | Ralph de Gatel                                                                    | 1230           |                                    | |
|          | Hubert de Burgh comte de Kent                                                     | juillet 1232   |                                    | |
|          | Ralph de Ralegh                                                                   | 1232           |                                    | Sous-connétable |
|          | William de St. Edmund                                                             | 1233           |                                    | |
|          | Hugh Giffard                                                                      | 1234           |                                    | |
|          | Geoffrey de Crancumb                                                              | mars 1235      |                                    | |
|          | Hugh Giffard (de nouveau)                                                         | avril 1236     |                                    | |
|          | Walter de Gray archevêque de York et Bertram de Crioyl ou Criolle (conjointement) | 1241           |                                    | |
|          | Peter de Vallibus                                                                 | 1244           |                                    | |
|          | John de Plessis                                                                   | juin 1244      |                                    | |
|          | Peter le Blund                                                                    | 1246           |                                    | |
|          | Aymon Thorimbergh                                                                 | septembre 1256 |                                    | |
|          | Imbert Pugeys                                                                     | 1257           |                                    | |
|          | Hugh Bigod                                                                        | 1258           |                                    | Chef Justiciar |
|          | Richard de Culwurth                                                               | 1261           |                                    | |
|          | Sir John Mansel ou Maunsel                                                        | mai 1261       |                                    | |
|          | Richard de Tilbury                                                                | 1261           |                                    | |
|          | Hugues le Despenser (en)                                                          | 1262           |                                    | Chef Justiciar, tué à Evesham le 4 août 1265                                                                                  |
|          | Roger de Leyburn                                                                  | 1265           |                                    | |
|          | Hugh Fitz Otho                                                                    | octobre 1265   |                                    | |
|          | John Walerand et John de la Lynde (conjointement)                                 | novembre 1265  |                                    | |
|          | Alan la Zouche, 1er baron la Zouche de Ashby                                      | 1265           |                                    | |
|          | Thomas de Ippegrave                                                               | avril 1268     |                                    | |
|          | Stephen de Eddeville                                                              | juillet 1268   |                                    | |
|          | Hugh Fitz Otho (de nouveau)                                                       | 1269           |                                    | |
|          | Walter Giffard                                                                    | 1272           |                                    | archevêque de York |
|          | John de Burgh                                                                     | décembre 1273  |                                    | |
|          | Philip Basset                                                                     | 1274           |                                    | |
|          | Anthony de Bec                                                                    | 1275           |                                    | Évêque de Durham |
|          | Richard de Waldegrave                                                             | juin 1280      |                                    | Sous-connétable |
|          | Ralph de Dacre                                                                    | 1283           |                                    | |
|          | Ralph de Sandwich                                                                 | septembre 1285 |                                    | |
|          | Ralph Berners                                                                     | février 1289   |                                    | |
|          | Ralph de Sandwich (à nouveau)                                                     | juillet 1289   |                                    | |
|          | John de Cromwell, 1er baron Cromwell                                              | mars 1308      |                                    | |
|          | Roger de Swynnerton                                                               | 1321           |                                    | |
|          | Stephen Segrave                                                                   | février 1323   |                                    | |
|          | Walter de Stapledon                                                               | 1323           |                                    | Évêque d'Exeter |
|          | John de Weston                                                                    | novembre 1323  |                                    | |
|          | John de Gisors et Richard de Betoigne (conjointement)                             | novembre 1326  |                                    | |
|          | Thomas Wake, 2e baron Wake de Liddell                                             | décembre 1326  |                                    | |
|          | John de Cromwell, 1er baron Cromwell (à nouveau)                                  | mars 1327      |                                    | |
|          | William la Zouche, 1er baron Zouche de Mortimer                                   | juin 1328      |                                    | |
|          | John de Cromwell, 1er baron Cromwell (à nouveau)                                  | 1329           |                                    | |
|          | Nicholas de la Beche                                                              | octobre 1335   |                                    | |
|          | Robert de Dalton                                                                  | 1341           |                                    | |
|          | John Darcy, 1er baron Darcy de Knayth                                             | mars 1346      | 1347 (d.)                          | |
|          | John Darcy, baron Darcy (le fils du précédent)                                    | juin 1347      |                                    | |
|          | Bartholomew de Burghersh, 1er baron Burghersh                                     | 1355           | août 1355 (d.)                     | |
|          | Robert de Morley, 2e baron Morley                                                 | 1355           |                                    | |
|          | John de Beauchamp, 1er baron Beauchamp de Warwick                                 |                |                                    | |
|          | Richard de la Vache                                                               | 1361           |                                    | |
|          | Sir Aleyne de Boxhull                                                             | 1366           |                                    | un moine fut assassiné dans l'abbaye de Westminster en 1378 à la suite d'une bagarre pour rattraper deux prisonniers échappés |
|          | Sir Thomas Murrieux                                                               | décembre 1351  |                                    | |
|          | Thomas Holland (2e comte de Kent)                                                 | mai 1387       |                                    | |
|          | Sir Thomas Morreux (? fils du précédent)                                          | juillet 1391   |                                    | probablement député |
|          | Édouard d'York                                                                    | janvier 1392   | septembre 1397                     | Comte de Rutland |
|          | Ralph Neville (1er comte de Westmorland)                                          | septembre 1397 | octobre 1397                       | 1er comte de Westmorland le 29 septembre 1397                                                                                 |
|          | Édouard d'York (à nouveau)                                                        | octobre 1397   | août 1399                          | Duc d'Albemarle et comte de Rutland                                                                                           |
|          | Sir Thomas de Rempston                                                            | octobre 1399   |                                    | Se noya en sautant du London Bridge, 31 octobre 1406                                                                          |
|          | Édouard d'York (à nouveau)                                                        | novembre 1406  | 1413                               | est devenu duc d'York. Il meurt au combat à Azincourt en 1415                                                                 |
|          | John d'Abrichecourt                                                               | 1413           | 1413                               | |
|          | Robert de Morley                                                                  | 1413           | 1415                               | |
|          | William Bourchier, 1er comte d'Eu                                                 | novembre 1415  |                                    | Comte d'Eu, 1419, d. 1420 |
|          | Roger Aston                                                                       | juillet 1420   | août 1420                          | |
|          | Jean Holland, comte de Huntingdon                                                 | août 1420      |                                    | Duc d'Exeter |
|          | James Fiennes, 1er baron Saye and Sele                                            | 1447           | juillet 1450                       | Décapité par la foule mené par Jack Cade le 4 juillet 1450                                                                    |
|          | Henri Holland, 3e duc d'Exeter                                                    | juin 1451      |                                    | |
|          | William Bourchier, vicomte Bourchier                                              | septembre 1460 |                                    | |
|          | John Tiptoft, 1er comte de Worcester                                              | décembre 1461  | octobre 1470                       | Exécuté par les partisans de la Maison de Lancastre le 18 octobre 1470                                                        |
|          | John Sutton, 1er baron Dudley                                                     | 1470           |                                    | |
|          | Thomas Grey, 1er marquis de Dorset                                                | avril 1483     |                                    | en poste avant l'accession au trône d'Édouard V d'Angleterre en 1483                                                          |
|          | Sir Robert Brackenbury                                                            | juillet 1483   |                                    | Tué à la bataille de Bosworth Field le 22 août 1485                                                                           |
|          | John de Vere (13e comte d'Oxford)                                                 | septembre 1485 | 1513                               | |
|          | Sir Thomas Lovell                                                                 | mars 1513      | 1524                               | |
|          | Sir William Kingston                                                              | mai 1524       | 1540                               | fut le geôlier d'Ann Boleyn après son arrestation et supervisa son exécution                                                  |
|          | Sir John Gage                                                                     | octobre 1540   | 1553                               | fut le geôlier de Catherine Howard et supervisa son exécution                                                                 |
|          | Edward Clinton, 1er comte de Lincoln, 9e baron Clinton                            | \|août 1553    | 1er comte de Lincoln à partir 1572 | |
|          | Sir John Gage (à nouveau)                                                         | août 1553      | 1556                               | |
|          | Sir Edward Braye                                                                  | 1556           | 1557                               | |
|          | Sir Robert Oxenbridge                                                             | janvier 1557   | 1558                               | |
|          | Peter Carew                                                                       | 1572           | 1572                               | |
|          | Sir Richard Berkeley de Stoke Gifford                                             | 1595           |                                    | |
|          | Sir William Wade (Lieutenant)                                                     | 1605           | 1611                               | |
|          | Sir Gervase Helwys (lieutenant)                                                   | 1611           | 1615                               | |
|          | Sir George More (Lieutenant)                                                      | 1615           | 1617                               | |
|          | Sir Allen Apsley (Lieutenant)                                                     | 1617           | 1630                               | |
|          | Sir Thomas Lunsford (Lieutenant)                                                  | 1641           | 1641                               | il fut au service quelques jours de Edward Hyde                                                                               |
|          | Francis Cottington, 1er baron Cottington                                          | 1640           |                                    | William Balfour était son lieutenant                                                                                          |
|          | Mountjoy Blount, 1er comte de Newport                                             | 1641           |                                    | |
|          | John Byron, 1er baron Byron (Lieutenant)                                          | 1641           | 1642                               | |
|          | Sir Thomas Fairfax (3e lord Fairfax de Cameron)                                   | août 1647      | 1650                               | Robert Tichborne était son Lieutenant.                                                                                        |
|          | Sir John Robinson, 1er baronnet, de Londres                                       | 1660           | 1675                               | |
|          | James Compton, 3e comte de Northampton                                            | 1675           | 1679                               | |
|          | William Alington, 3e baron Alington                                               | 1679           | 1685                               | |
|          | George Legge, 1er baron Dartmouth                                                 | 1685           | 1688                               | |
|          | Robert Lucas, 3e baron Lucas                                                      | 1688           | 1702                               | |
|          | Montagu Venables-Bertie, 2e comte d'Abingdon                                      | 1702           | 1705                               | |
|          | Algernon Capell, 2e comte d'Essex                                                 | 1706           | 1710                               | |
|          | Richard Savage, 4e comte Rivers                                                   | 1710           | 1712                               | |
|          | George Compton, 4e comte de Northampton                                           | 1712           | 1715                               | |
|          | Charles Howard, 3e comte de Carlisle                                              | 1715           | 1722                               | |
|          | Henry Clinton, 7e comte de Lincoln                                                | 1723           | 1725                               | |
|          | Charles Powlett, 3e duc de Bolton                                                 | 1725           | 1726                               | |
|          | Henry Lowther, 3e vicomte Lonsdale                                                | 1726           | 1731                               | |
|          | John Sidney, 6e comte de Leicester                                                | 1731           | 1737                               | |
|          | Charles Cornwallis, 1er comte Cornwallis                                          | 1740           | 1762                               | |
|          | John Berkeley, 5e baron Berkeley de Stratton                                      | 1762           | 1770                               | |
|          | Charles Cornwallis 2e comte Cornwallis                                            | 1770           | 1784                               | |
|          | Lord George Lennox                                                                | 1784           | 1784                               | |
|          | Charles Cornwallis 2e comte Cornwallis                                            | 1784           | 1805                               | 1er marquis Cornwallis à partir de 1792                                                                                       |
|          | Francis Rawdon-Hastings, 1er marquis de Hastings                                  | 1806           | 1826                               | |
|          | Arthur Wellesley, 1er duc de Wellington                                           | 1826           | 1852                               | |
|          | Stapleton Cotton, 1er vicomte Combermere                                          | 1852           | 1865                               | |
|          | Sir John Fox Burgoyne, baronnet                                                   | 1865           | 1871                               | |
|          | Sir George Pollock                                                                | 1871           | 1872                               | |
|          | Sir William Maynard Gomm                                                          | 1872           | 1875                               | |
|          | Sir Charles Yorke                                                                 | 1875           | 1880                               | |
|          | Sir William Fenwick Williams, 1er baronnet, de Kars                               | 1881           | 1881                               | |
|          | Sir Richard Dacres                                                                | 1881           | 1886                               | |
|          | Robert Napier (1er baron Napier de Magdala)                                       | 1886           | 1890                               | |
|          | Sir Daniel Lysons                                                                 | 1890           | 1898                               | |
|          | Sir Frederick Stephenson                                                          | 1898           | 1911                               | |
|          | Sir Henry Evelyn Wood                                                             | 1911           | 1919                               | |
|          | Paul Sanford Methuen, 3e baron Methuen                                            | 1920           | 1932                               | |
|          | George Milne, 1er baron Milne                                                     | 1933           | 1938                               | |
|          | Sir Claud William Jacob                                                           | 1938           | 1943                               | |
|          | Sir Philip Chetwode, 1er baron Chetwode, 7e baronnet                              | 1943           | 1948                               | 1er baron Chetwode à partir de 1945                                                                                           |
|          | Archibald Wavell, 1er comte Wavell                                                | 1948           | 1950                               | |
|          | Alan Brooke, 1er vicomte Alanbrooke                                               | 1950           | 1955                               | |
|          | Henry Maitland Wilson, 1er baron Wilson                                           | 1955           | 1960                               | |
|          | Harold Alexander, 1er comte Alexander de Tunis                                    | 1960           | 1965                               | |
|          | Sir Gerald Walter Robert Templer                                                  | 1965           | 1970                               | |
|          | Sir Richard Hull                                                                  | 1970           | 1975                               | |
|          | Sir Geoffrey Baker                                                                | 1975           | mai 1980                           | |
|          | Sir Peter Hunt                                                                    | juin 1980      | juillet 1985                       | |
|          | Sir Roland Gibbs                                                                  | août 1985      | juillet 1990                       | |
|          | Sir John Wilfred Stanier                                                          | août 1990      | juillet 1996                       | |
|          | Peter Inge, baron Inge                                                            | août 1996      | juillet 2001                       | Baron Inge à partir de 1997                                                                                                   |
|          | Sir Roger Wheeler                                                                 | août 2001      | juillet 2009                       | |
|          | Richard Dannatt, baron Dannatt                                                    | août 2009      | 2016                               | |
|          | Sir Nick Houghton                                                                 | 2016           |                                    | |